# Uogólniony obrzęk płodu
Uogólniony obrzęk płodu, HF (od łac. i ang. hydrops fetalis) – ciężka, często śmiertelna, postać gromadzenia się płynu przesiękowego w organizmie płodu.

## Etiologia
Choroba może mieć przyczyny immunologiczne i nieimmunologiczne. Obrzęk ten z przyczyn immunologicznych powstaje wskutek niedokrwistości rozwijającej się z powodu niezgodności grup Rh lub AB0. Przyczyny nieimmunologiczne to:
- aberracje chromosomowe
  - monosomia X (zespół Turnera)
  - trisomia 21 (zespół Downa)
  - trisomia 13 (zespół Pataua)
  - trisomia 18 (zespół Edwardsa)
- niedokrwistości niespowodowane przyczynami immunologicznymi
  - homozygotyczna α-talasemia
  - infekcja parwowirusowa B19
- zaburzenia w układzie sercowo-naczyniowym
  - wrodzone wady serca
  - arytmie
- ciąża bliźniacza (zespół przetoczenia płodowo-płodowego).

## Obraz kliniczny
Na uogólniony obrzęk płodu składają się: wodobrzusze, płyn w jamie opłucnej, i obrzęk tkanki podskórnej, w szczególności w okolicy karku. Noworodek, w zależności od nasilenia obrzęku, może urodzić się martwy, umrzeć w pierwszych dniach życia lub całkowicie wyzdrowieć.
Bladość płodu i łożyska sugerują niedokrwistość jako pierwotną przyczynę obrzęku. W przypadku genetycznych uwarunkowań obrzękowi towarzyszą charakterystyczne dla danego zespołu wad wrodzonych cechy dysmorficzne.

## Diagnostyka
Metodą wykrywania i monitorowania uogólnionego obrzęku płodu jest ultrasonografia. Istotne dla leczenia jest ustalenie etiologii tego stanu: pomocne są badania laboratoryjne (miano przeciwciał anty-Rh w surowicy krwi matki, poziom bilirubiny w płynie owodniowym, test Coombsa) i oznaczenie kariotypu płodu.

## Klasyfikacja ICD10
| kod ICD10     | nazwa choroby                                                                 |
| ------------- | ----------------------------------------------------------------------------- |
| ICD-10: P56   | Uogólniony obrzęk płodu spowodowany chorobą hemolityczną                      |
| ICD-10: P56.0 | Uogólniony obrzęk płodu spowodowany izoimmunizacją                            |
| ICD-10: P56.9 | Uogólniony obrzęk płodu spowodowany inną i nie określoną chorobą hemolityczną |
| ICD-10: P83.2 | Uogólniony obrzęk płodu niespowodowany chorobą hemolityczną                   |